# Poanes aaroni
Poanes aaroni är en fjärilsart som beskrevs av Henry Skinner 1890. Poanes aaroni ingår i släktet Poanes och familjen tjockhuvuden. Inga underarter finns listade i Catalogue of Life.